# El ascensor (película de 2009)
El ascensor es una película boliviana, la primera de BolAr Producciones, dirigida por su mismo autor Tomás Bascopé y protagonizada por Pablo Fernández.

## Argumento
En la víspera de carnaval, dos asaltantes y su víctima quedarán atascados en el ascensor de un edificio ejecutivo, al cual nadie volverá hasta pasado los tres días de fiesta, ellos tendrán que encontrar la manera de convivir sin matarse mutuamente.
Héctor un joven empresario de veintisiete años, de buena presencia y vestido elegantemente, está en los pasillos de un supermercado, comprando gaseosas y whisky para las fiestas del carnaval boliviano que se avecinan los próximos días. 
Al salir del supermercado es interceptado por dos asaltantes: Carlos de 40 años pelo canoso y barba bien poblada y Jhonny de 30 años estatura pequeña, quien tiene en la mano una pistola calibre 22. Ambos obligan a Héctor a subir al auto y conducir hasta el edificio empresarial en el cual está su oficina, pero al subir al ascensor este se descompone y quedan atrapados. Jhonny enloquece y arremete a golpes contra Héctor, Carlos preocupado intenta calmar a Jhony sin éxito, entonces no le queda otra opción que golpearlo con una botella de gaseosa en la cabeza haciendo desmayar a Jhony, Carlos toma la pistola y la guarda en su bolsillo. Luego de cierto tiempo Jhony reacciona furioso y Carlos le apunta con la pistola y le advierte que el toma el mando a partir de ese instante, Jhonny amenazantemente le exige la pistola, Carlos le recuerda que quien manda es él y que lo contrató para asaltar a Héctor y no para matarlo como Jhony pretendía. Héctor quien estaba escuchando reacciona con curiosidad y reclama de sus asaltantes una explicación por el supuesto contrato de asalto, ambos reaccionan con una patada brutal en el pecho de Héctor la cual hace que quede inconsciente, Jhony aprovecha el descuido para golpear y quitarle el arma a Carlos, este se agacha de dolor y mira a Héctor desmayado y se preocupa, le dice a Jhonny que pida ayuda, Jhony se niega por miedo a que los metan preso al salir del ascensor, así que deciden hacerlo reaccionar dándole de beber un sorbo de gaseosa, Jhonny abre una botella y la presión del gas hace rebalsar la botella mojando con soda las manos de Jhonny quien asienta el arma para secarse y luego sirve un vasito el cual intenta darle de beber a Héctor mientras Carlos le abre la boca. Héctor quien fingía el desmayo da un salto directo hasta donde está el arma, la agarra y los apunta, luego él arremete a golpes contra los dos. Rato después Héctor obliga a sus asaltantes a gritar pidiendo auxilio ellos gritan con fuerza pero nadie los escucha. Carlos le hace recuerdo que el ascensor está sellado y que gritar es inútil Héctor molesto golpea a Carlos y se sienta en silencio para esperar. 
Al día siguiente del encierro Carlos aburrido mira a Héctor y le pregunta si él iba saltar en una comparsa, Héctor afirma con la cabeza y luego Jhonny le pregunta en cual, el responde que iba a saltar en la comparsa coronadora, y molesto les hace notar que le hicieron perder su cuota de 800 dólares, Jhony sorprendido por el precio afirma que eso para él eran cuatro meses de sueldo cuando trabajaba de taxista. Carlos curioso le pregunta ¿cómo un taxista llegó a ser maleante? Jhonny cuenta que todo fue porque un amigo narcotraficante le ofreció dinero para echarse la culpa de un cargamento de droga que la policía había capturado y que después lo sacaría de prisión, pero su amigo lo traicionó y lo dejó en la cárcel y además se llevó a su esposa, Carlos y Héctor miran a Jhony sorprendido y luego se duermen, afuera en la ciudad el carnaval está empezando.

## Reparto
| Actor/Actriz        | Personaje     |
| ------------------- | ------------- |
| Pablo Fernández     | Héctor Suárez |
| Jorge Arturo Lora   | Carlos        |
| Alejandro Molina    | Jhonny        |
| Mario Chávez        |               |
| Elina Laurinavicius |               |